# RAF Middle East Command
Il RAF Middle East Command (in italiano "Comando della RAF in Medio Oriente") fu la struttura di comando superiore organizzata dalla Royal Air Force (RAF) all'inizio della seconda guerra mondiale per dirigere tutte le molteplici ed eterogenee formazioni aeree britanniche e alleate assegnate al teatro bellico del Medio Oriente, del Mediterraneo e del Nordafrica. Precedenti comandi nel Medio Oriente erano stati costituiti dalla RAF anche nel corso della prima guerra mondiale e nel periodo tra le due guerre mondiali.
Dopo difficoltà iniziali provocate soprattutto dalla scarsezza di mezzi e dalla vastità del territorio da controllare, il RAF Middle East Command si trasformò dalla fine del 1941 in un potente strumento di guerra che, sotto la guida dal maresciallo dell'aria Arthur Tedder, raggiunse una netta supremazia aerea rispetto alle forze dell'Asse, su tutto il teatro di guerra mediterraneo e mediorientale contribuendo in modo decisivo, soprattutto con la sua Desert Air Force, alla vittoria in Nordafrica.
Nel febbraio 1943 il RAF Middle East Command entrò a far parte fino alla fine della guerra del nuovo Mediterranean Air Command che inglobava anche le grandi forze aeree degli Stati Uniti schierate nel settore mediterraneo.

## Storia

### Origini e primi impegni
La presenza di forze aeree britanniche in Medio Oriente era iniziata con lo schieramento di un piccolo contingente del Royal Flying Corps alla fine del 1914, durante la prima guerra mondiale. Il 1 luglio 1916 questa formazione venne trasformata, dopo il suo rafforzamento numerico, in Middle East Brigade, mentre nel dicembre venne costituito un quartier generale superiore del Royal Flying Corps del Medio Oriente (RFC Middle East). Con la costituzione ufficiale della Royal Air Force il 1 aprile 1918, il quartier generale divenne subito il comando RAF Middle East. Dopo la fine della guerra le forze aeree della RAF nel teatro rimasero a disposizione del comando supremo britannico del Medio Oriente come sua componente aerea, assumendo di nuovo un ruolo più autonomo con l'inizio della seconda guerra mondiale.

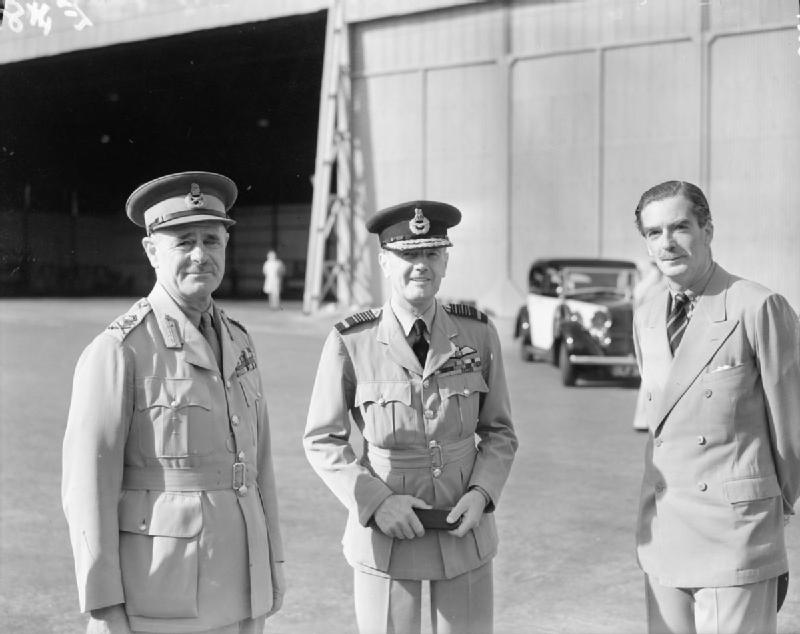
Ottobre 1940: Anthony Eden in visita in Palestina incontra il comandante in capo del Medio Oriente, generale Archibald Wavell (a sinistra), e il comandante del RAF Middle East Command, maresciallo dell'aria Arthur Longmore (al centro).

Il settore territoriale di competenza del RAF Middle East Command era, all'inizio della seconda guerra mondiale, straordinariamente vasto; esso comprendeva in primo luogo l'Egitto, la Palestina, il Sudan e il Kenya; oltre a queste regioni fondamentali per il dominio imperiale britannico, il comando aereo del Medio Oriente era responsabile anche della operazioni aeree a Malta, ad Aden e in Iraq. Nel corso della guerra inoltre il comando del Medio Oriente ricevette anche la responsabilità delle operazioni aeree in Iran e di gran parte del teatro del Mediterraneo orientale. Molti di questi territori sembravano esposti all'inizio della guerra alla minaccia di un attacco italiano, ma le forze assegnate nel 1940 al RAF Middle East Command, guidato all'epoca dal maresciallo dell'aria Arthur Longmore, erano straordinariamente deboli; esso disponeva di appena 29 squadriglie equipaggiate con materiale non molto moderno.
Le azioni belliche delle squadriglie del RAF Middle Est Command ebbero inizio fin dall'11 giugno 1940 principalmente contro gli italiani nel Mediterraneo, in Africa orientale e nel Mar Rosso; le forze aeree italiane non erano molto efficienti e nonostante le carenze di mezzi i britannici si dimostrarono attivi e determinati. Nonostante che la battaglia d'Inghilterra fosse in pieno svolgimento, nell'estate 1940 il primo ministro Winston Churchill non esitò ad inviare rinforzi aerei al comando del Medio Oriente per consentirgli di mantenere le sue posizioni ed eventualmente prendere l'iniziativa; da agosto 1940 furono quindi inviati al comando del maresciallo dell'aria Longmore 107 aerei moderni, tra caccia Hawker Hurricane e bombardieri leggeri Bristol Blenheim, che arrivarono nel teatro d'operazioni attraverso un percorso di oltre 6.000 chilometri dal Ghana all'Egitto.
Con questi rinforzi il RAF Middle East Command poté ottenere la superiorità aerea sia sul fronte del deserto libico-egiziano sia sul fronte etiopico, anche se dal 28 ottobre 1940, il maresciallo dell'aria Longmore fu costretto, su indicazioni del governo britannico, a dirottare una parte delle sue forze, nove squadriglie di caccia e bombardieri, sul fronte greco per supportare la Grecia contro gli italiani.
All'inizio di dicembre 1940 ebbe inizio l'operazione Compass, la grande controffensiva britannica in Nordafrica che in due mesi travolse l'esercito italiano i cui resti batterono in ritirata verso Tripoli abbandonando l'intera Cirenaica; gli aerei del RAF Middle East Command garantirono la netta supremazia nei cieli e contribuirono al clamoroso e inatteso successo, ma in mancanza di nuovi rinforzi si logorarono rapidamente nel corso della campagna tanto che al momento della controffensiva dell'Asse dopo l'arrivo dell'Afrikakorps tedesco nel marzo 1941, erano disponibili nel deserto occidentale solo quattro squadriglie. Dopo l'arrivo di nuovi mezzi, la RAF in aprile disponeva di sei squadriglie di prima linea supportate da un gruppo di bombardieri medi Vickers Wellington schierati nella zona del canale di Suez. In questo periodo il RAF Middle East Command dovette occuparsi, con mezzi limitati, anche di molti altri teatri di operazione. Nei Balcani i britannici impiegarono quasi 200 aerei per supportare la Grecia ma non furono in grado di impedire nell'aprile 1941 la vittoria totale della Wehrmacht in Jugoslavia, Grecia e Creta. Il comando del Medio Oriente invece ottenne una brillante vittoria in Etiopia e fu in grado di assicurare il supporto aereo all'esercito nelle due importanti campagne in Siria e Iraq.

### La guerra nel deserto

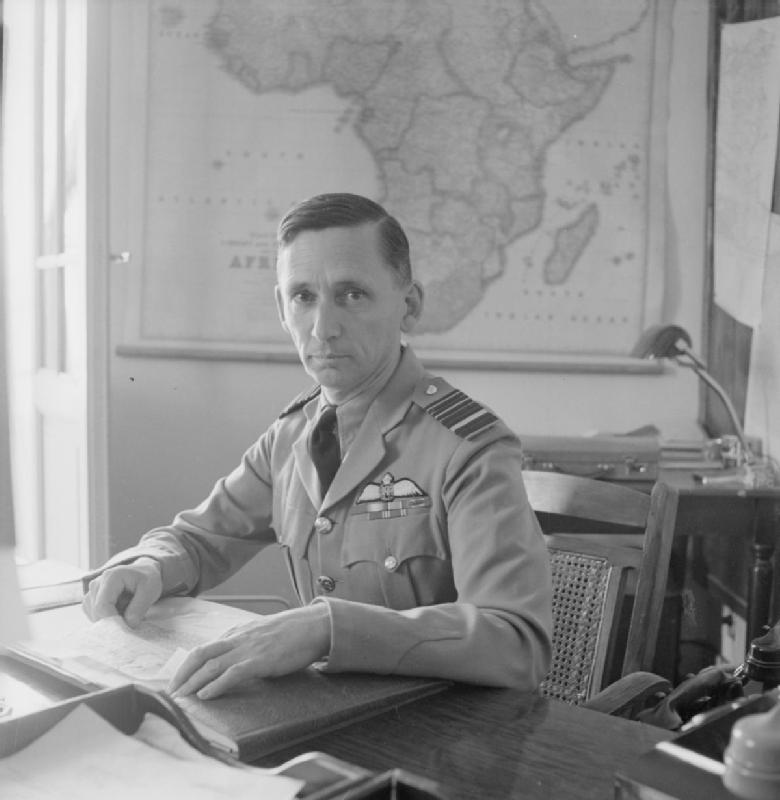
Il maresciallo dell'aria Arthur Tedder, comandante in capo dal 1 giugno 1941.

Dall'estate 1941 la struttura del Middle East Command venne completamente riorganizzata e le forze assegnate furono incrementate in modo decisivo e modernizzate qualitativamente. Winston Churchill aveva deciso di concentrare nel teatro bellico del deserto occidentale un potente complesso di forze aero-terrestri per ottenere finalmente una vittoria importante contro gli eserciti italo-tedeschi. A giugno 1941 giunsero oltre 13.000 nuovi complementi per le forze aeree e il numero degli aerei disponibili salì a 520; inoltre il 1 giugno 1941 l'abile maresciallo dell'aria Arthur Tedder divenne il comandante in capo del RAF Middle East Command in sostituzione del maresciallo dell'aria Longmore. Il nuovo comandante modificò l'organizzazione delle sue forze costituendo dei comandi subordinati: il comando aereo dell'Egitto, il comando aereo della Palestina e Trangiordania e soprattutto il comando aereo del Deserto occidentale (originato dal vecchio No. 204 Group e conosciuto anche come Desert Air Force) dove vennero concentrate i reparti più moderni ed efficienti per affrontare le forze aeree italo-tedesche del generale Erwin Rommel.
Entro ottobre 1941 le forze aeree a disposizione del maresciallo Tedder si accrebbero continuamente; l'ordine di battaglia completo del RAF Middle East Command comprendeva 52 squadriglie con 846 aerei, di cui 780 di prima linea. La Desert Air Force, assegnata al comando del vice-maresciallo dell'aria Arthur Coningham, costituiva alla vigilia dell'operazione Crusader, la grande offensiva in Cirenaica, la massa offensiva principale con 14 gruppi di caccia a corto raggio, due gruppi di caccia a lungo raggio, otto gruppi di bombardieri medi e tre gruppi da ricognizione; oltre ai reparti britannici combattevano nelle forze aeree del deserto anche sei gruppi aerei sudafricani, due australiani, uno della Rhodesia e uno della Francia libera.

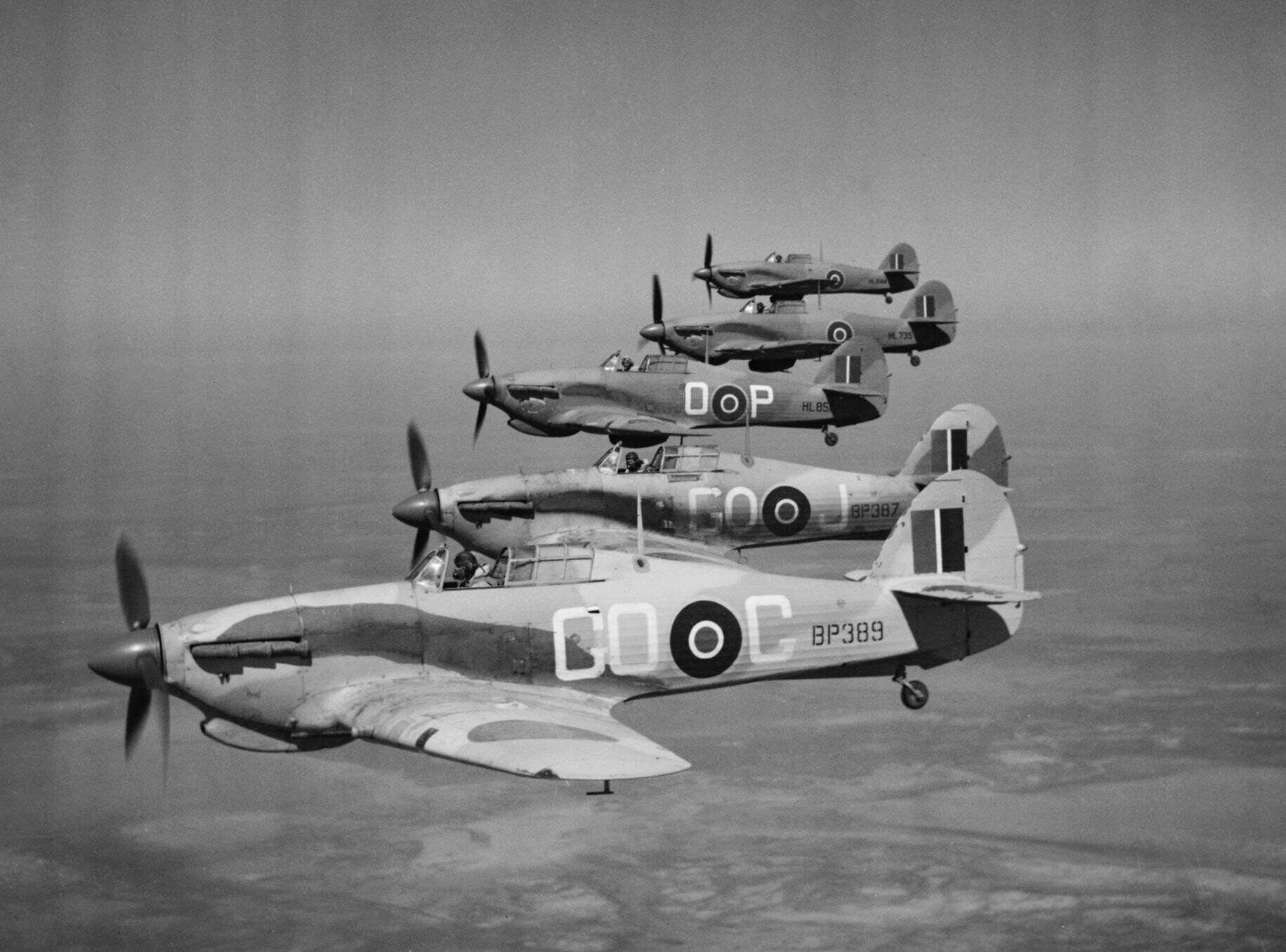
Squadriglia di caccia Hawker Hurricane in volo in Egitto nel 1942.

Durante l'operazione Crusader gli squadroni della Desert Air Force del RAF Middle East Command si impegnarono a fondo e riuscirono a ottenere la superiorità aerea, colpendo i reparti e le vie di comunicazioni dell'Asse e supportando in modo efficace l'avanzata delle truppe di terra britanniche. All'inizio del 1942 tuttavia la situazione strategica globale nel Mediterraneo peggiorò per gli Alleati e il RAF Middle East Command subì pesanti perdite nel corso della successiva controffensiva di primavera del generale Rommel che costrinse l'esercito britannico alla ritirata fino ad El Alamein. Le squadriglie della Desert Air Force furono decimate nella Battaglia di Ain el-Gazala e dovettero essere rapidamente rinforzate per contribuire alla difesa dell'Egitto. La posizione di El Alamein venne difesa con successo dall'Ottava armata britannica e le forze aeree del vice-maresciallo dell'aria Coningham si ricostituirono in fretta e sferrarono attacchi efficaci contro le forze dell'Asse. Nella battaglia di Alam Halfa le unità aeree britanniche avevano ormai riconquistato la supremazia; la Desert Air Force, equipaggiata con 565 aerei tattici e 165 bombardieri medi e pesanti. attaccò sistematicamente le truppe italo-tedesche a terra influendo in modo decisivo sull'esito della battaglia.

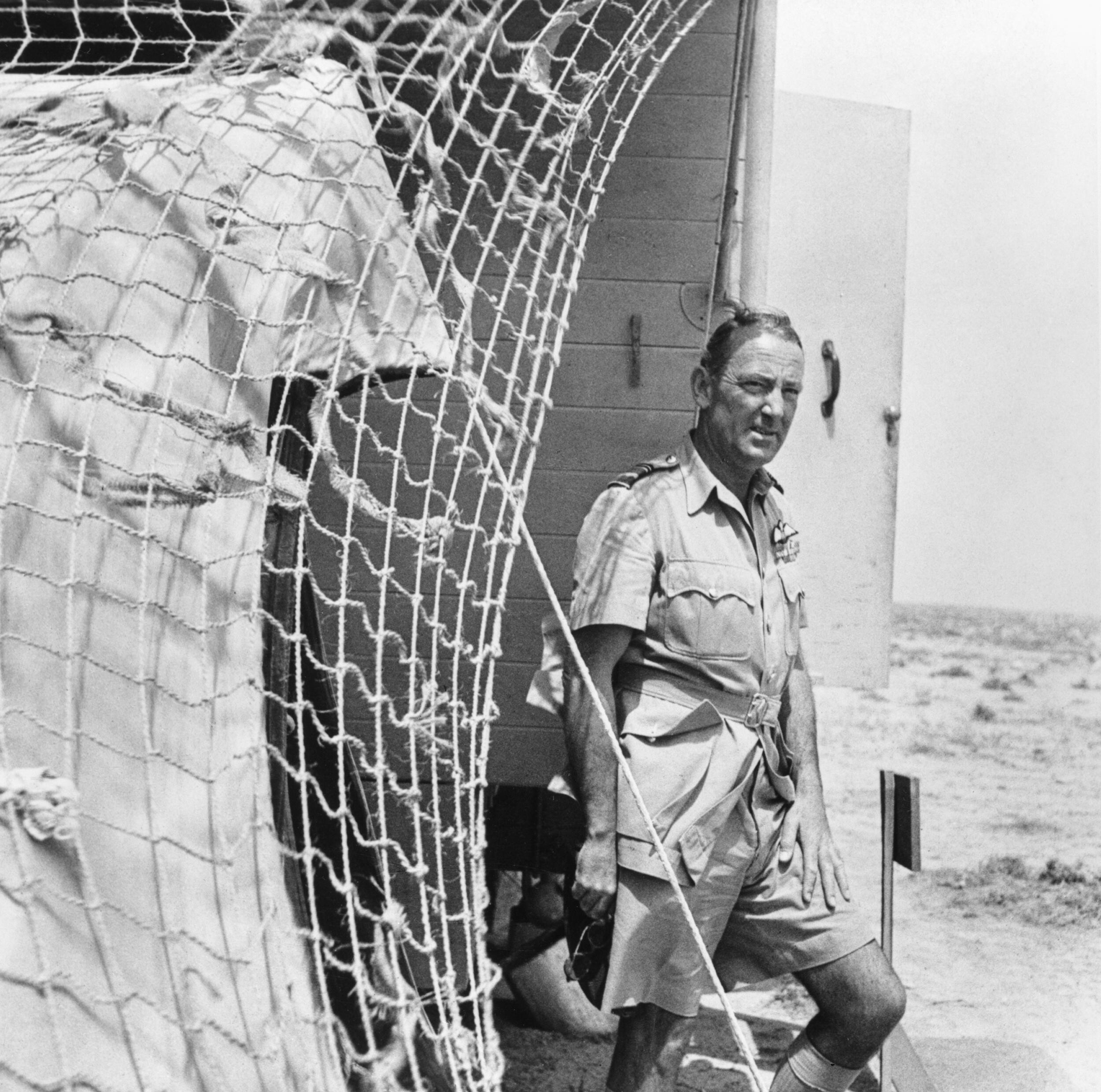
Il comandante della Desert Air Force del Middle East Command, vice-maresciallo dell'aria Arthur Coningham, durante la seconda battaglia di El Alamein.

Dopo le sconfitte della primavera 1942, gli alti comandi alleati iniziarono un programma imponente di rafforzamento delle forze aero-terrestri nel deserto occidentale e il RAF Middle East Command divenne una forza da combattimento poderosa che lentamente riconquistò definitivamente la superiorità aerea su tutto lo scacchiera mediterraneo e nordafricano. In questa fase entrarono a far parte del RAF Middle East Command anche le prime unità aeree dell'USAAF; le prime formazioni americane erano giunte a maggio e dal 21 giugno 1942, sulla base dell'accordo Arnold-Slessor-Towers, venne stabilitò che gli Stati Uniti avrebbero inviato sei gruppi di bombardieri pesanti quadrimotori Consolidated B-24 Liberator, bombardieri medi North American B-25 Mitchell e caccia Curtiss P-40, organizzati nelle United States Army Middle East Air Force (USAMEAF). Le forze aeree statunitensi, provenienti in parte dalla Tenth Air Force in costituzione in India, erano guidate dal generale Lewis Brereton che installò il suo comando al Cairo il 28 giugno 1942 e dipendeva gerarchicamente dal maresciallo dell'aria Tedder.
Alla vigilia della decisiva seconda battaglia di El Alamein, il maresciallo dell'aria Tedder disponeva finalmente di forze aeree moderne e numerose in grado di dominare quasi completamente i cieli nell'intero teatro di operazioni e di infliggere pesanti perdite alle truppe terrestri nemiche e intralciare fortemente le sue linee di comunicazioni con le lontane retrovie in Libia. Fin dal mese di luglio 1942 le formazioni aeree britanniche del Medio Oriente avevano iniziato anche vere e proprie missioni di bombardamento a tappeto (il cosiddetto Tedder's carpet) nel deserto.
La Desert Air Force del vice-maresciallo Coningham costituiva la forza operativa a disposizione del generale Bernard Montgomery e coordinava tatticamente anche le formazioni di bombardieri medi e pesanti americane della USAMEAF. Complessivamente il 23 ottobre 1942, giorno d'inizio della battaglia, il maresciallo dell'aria Tedder poté mettere in campo 96 squadriglie di prima linea con circa 1.500 aerei moderni; le 25 squadriglie di caccia anglo-americane erano suddivise in due gruppi aerei, il No. 211 e il No. 212. La collaborazione tra il generale Montgomery e il vice-maresciallo Coningham nel complesso fu soddisfaciente e la battaglia di El Alamein si concluse il 2 novembre 1942 con una grande vittoria britannica anche grazie all'essenziale concorso delle squadriglie aeree del RAF Middle East Command.

### Riorganizzazione delle forze aeree alleate
Pochi giorni dopo la vittoria britannica a El Alamein, il corpo di spedizione anglo-americano del generale Dwight Eisenhower diede inizio l'8 novembre 1942 all'operazione Torch, il grande sbarco nel Nordafrica francese. Le forze di sbarco erano supportate da un imponente contingente aereo costituito principalmente dalla Twelfth Air Force statunitense guidata dal generale James Doolittle, che coordinava le operazioni a ovest di Capo Tenes in Algeria, e dall'Eastern Air Command britannico al comando del maresciallo dell'aria William Welsh, responsabile dell'attività aerea ad est di Capo Tenes. Le prime operazioni aeree anglo-americane nel Nordafrica francese peraltro non furono molto fortunate e nelle prime settimane le forze aeree italo-tedesche ottennero una serie di successi. Nel frattempo la Desert Air Force del RAF Middle East Command continuava le sue efficaci azioni di supporto alle forze terrestri del generale Montgomery che inseguivano metodicamente i resti dell'armata italo-tedesca del feldmaresciallo Rommel che batteva in ritirata lungo la costa libica, il 12 novembre 1942 le unità americane dell'USAMEAF erano state riorganizzate costituendo la Ninth Air Force, sempre al comando del generale Brereton.

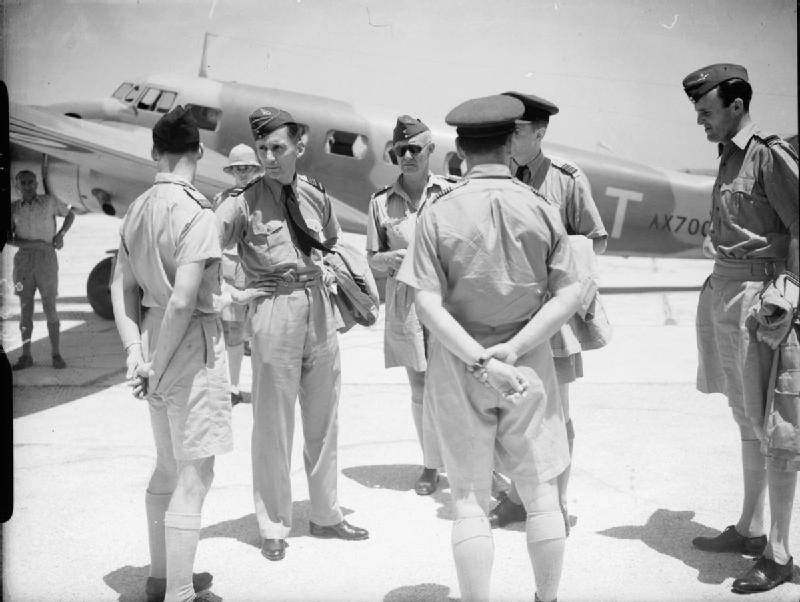
Il maresciallo dell'aria Arthur Tedder, secondo da sinistra, insieme ad alti ufficiali del RAF Middle East Command.

All'inizio del nuovo anno 1943 divenne quindi essenziale coordinare accuratamente le forze aeree anglo-americane che supportavano le forze terrestri del generale Eisenhower con le formazioni aeree del maresciallo dell'aria Tedder che si stavano avvicinando da est, dopo essersi impadroniti di numerosi aeroporti strategici in Libia; fin dal 1 dicembre 1942 il generale americano Carl Spaatz era giunto dall'Inghilterra per assumere il comando supremo delle unità aeree a disposizione dell'operazione Torch.

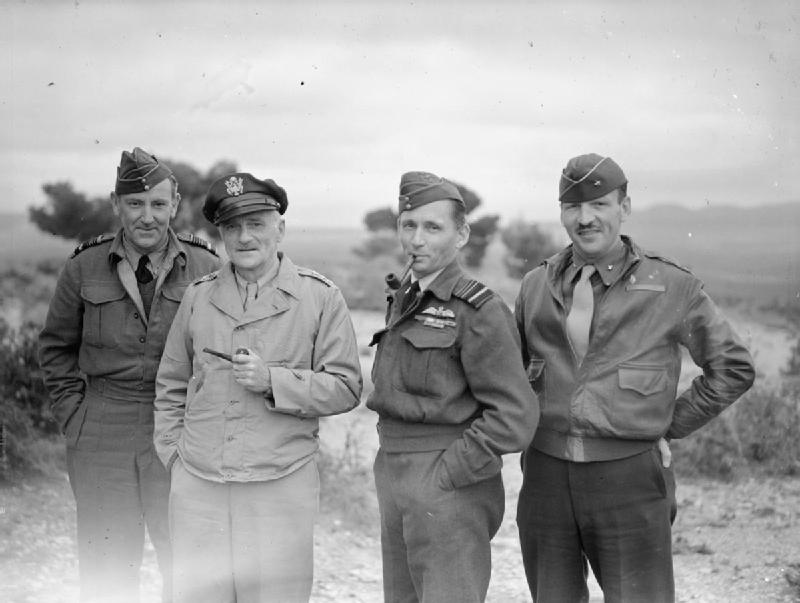
Da sinistra il vice-maresciallo Arthur Coningham, il generale Carl Spaatz, il maresciallo Arthur Tedder e il generale Laurence S. Kuter.

Il 17 febbraio 1943 finalmente venne concordata una completa riorganizzazione delle forze aeree e della struttura di comando, combinando in un nuovo Mediterranean Air Command tutte le unità aeree anglo-americane presenti nel Nordafrica, nel Mediterraneo e nel Medio Oriente; il maresciallo dell'aria Arthur Tedder assunse il comando supremo del Mediterranean Air Command. Il nuovo comando supremo aereo mediterraneo guidato dal maresciallo Tedder avrebbe compreso il vecchio RAF Middle East Command che sarebbe stato guidato dal maresciallo dell'aria Sholto Douglas, il nuovo Northwest African Air Forces al comando del generale Spaatz, e i due comandi RAF di Malta, diretto dal vice-maresciallo Keith Park e di Gibilterra, sotto il vice-maresciallo Sturley Simpson. Le forze aeree più moderne sarebbero state concentrate nel Northwest African Air Forces del generale Spaatz che avrebbe compreso la Twelfth Air Force americana, il disciolto Eastern Air Command e soprattutto la Desert Air Force del vice-maresciallo Coningham che sarebbe stata trasferita dal RAF Middle East Command.
Dopo la sottrazione della Desert Air Force, rimasero a disposizione del RAF Middle East Command del maresciallo dell'aria Sholto Douglas un gruppo di cooperazione aeronavale, il comando delle Air Defences Eastern Mediterranean del vice-maresciallo Richard Saul, le unità RAF di Aden, dell'Africa orientale e del Levante, il comando aereo Iraq e Persia del vice-maresciallo Hugh Champion de Crespigny e soprattutto i bombardieri pesanti della Ninth Air Force americana del generale Brereton.
Dopo la costituzione del Mediterranean Air Command, trasformato il 10 dicembre 1943 in Mediterranean Allied Air Forces al comando prima del maresciallo Tedder e poi, dopo il suo trasferimento in Inghilterra come vice-comandante in capo dello SHAEF, del generale americano Ira C. Eaker, i compiti e il ruolo del RAF Middle East Command divennero secondari. La Ninth Air Force venne richiamata in Inghilterra, mentre tutte le forze da bombardamento strategico passarono alla Fifteenth Air Force; il settore balcanico invece venne trasferito alla Balkan Air Force. Il RAF Middle East Command, al cui comando dopo Douglas si succedettero nel 1944 il vice-maresciallo Park e nel 1945 il maresciallo dell'aria Charles Medhurst, si limitò a compiti di controllo dello spazio aereo nel Mediterraneo orientale e nel territorio mediorientale fino al termine della guerra.
Il 1 agosto 1945 il Middle East Command della RAF venne assorbito nel nuovo comando unificato del RAF Mediterranean and Middle East, ridenominato nel 1949 Middle East Air Force.